# 林琴奈
林 琴奈（はやし ことな、1999年11月13日 - ）は、日本の女子バレーボール選手である。

## 来歴
京都府京都市出身。バレーボール部に入っていた姉の影響で小学2年生からバレーボールを始める。中学はバレーボール強豪校である大阪市の金蘭会中学校に進学。
2014年12月の全国都道府県対抗中学大会では、大阪北代表主将としてチームを率い、連覇はならなかったが優秀選手に選出された。
2015年から金蘭会高等学校に進む。同年の全日本ユース代表に推され、8月にペルーのリマで開催された世界ユース選手権に出場した。2016年の希望郷いわて国体に大阪府代表（金蘭会高等学校単独チーム）として出場し、東京都代表（下北沢成徳高等学校単独チーム）を破り優勝を果たす。
3年次には主将としてチームを率い、2017年の愛顔つなぐえひめ国体では、大分県（東九州龍谷高等学校単独チーム）を破り二連覇を果たす。続く2018年1月の第70回全日本バレーボール高等学校選手権大会の決勝でも東九州龍谷高等学校を破り優勝を果たし、自らも最優秀選手に選出された。
2018年2月、VプレミアリーグのJTマーヴェラスへの入団内定が発表された。3月10日のV・プレミアリーグファイナル第一戦に途中出場しプレミアデビュー。続くファイナル第二戦では、スタートメンバーとして出場し、6得点（アタック5点、ブロック1点）をあげた。初スタメンの第二戦では、第1セットで新鍋理沙にサーブで集中して狙われて、そこから相手に7得点ほどの連続得点を許す展開となり、大舞台で洗礼を浴びる形となった。新鍋は当時の林を「ファイナルでいきなりスタメン出場を果たすのは本当に凄いことで、吉原知子監督やチームメイトから信頼されていたのでしょう」と評した。ルーキーとなる翌シーズン以降、レギュラーに定着した。
2021年には東京オリンピック日本代表の最終メンバーに選出され、2020東京五輪において全5試合に出場。なお、高校生時に夢は「東京オリンピック出場」と語っていた。
2022-23シーズンよりJTの副主将を務める。
2022年度、ネーションズリーグに出場し、世界選手権にも初出場した。世界選手権では、レセプション、ディグでランキング上位に入るなどディフェンスで貢献し、攻撃面でも井上愛里沙に次ぐチーム2位の126得点を挙げた。
2023-24シーズン、チームのファイナル進出に貢献するが、ファイナルの3日前に右足を捻挫するアクシデントがあった。ファイナル当日はコートに立つのも難しい状況であったが、セットカウント0-2でリードされた第3セットから出場した。チームはセットカウント1-3で敗れ準優勝となった。自身はベスト6を受賞した。
2025年4月、日本代表メンバー外となった。同年5月のSV.LEAGUEファイナル後の取材で代表活動の辞退を公表した。

## プレースタイル
切れのあるスパイクを持ち、合わせて2015年の世界ユース選手権では、負傷選手にかわりリベロを務めた。
ポジションについてはレフト、ライトどちらもできるとしており、金蘭会中学校時代から両方経験していた。
東京オリンピックでともに日本代表選手として戦った荒木絵里香は「ディフェンスは言うまでもなく、オフェンスの貢献度もすごい」、「ディフェンスの林ってなっているけど、実はオフェンスだと思っています」、「バレーボールファンの玄人受けナンバーワン」と評した。

## 人物
荒木絵里香は林について「おとなしそうなイメージだったけどずっと喋ってるからギャップがあった」と話している。古賀紗理那も2023年6月に『ジャンクSPORTS』（フジテレビ系）に出演した際に「本当にうるさいです。独り言が、独り言じゃない。聞いて欲しい独り言」と話し、宿泊施設で隣の部屋になった際には「すっごい大きい声で歌ってて。（中略）就寝しようと思ってたのに、すごい大きい声でうるさかったので…」と苦言を呈した。
金蘭会高校、大阪マーヴェラスでチームメイトとなった西川有喜は、「普段はちょっと大ボケな人だけど、『琴奈さんについていきたい』って、めっちゃ思わせてくれる人」、「琴奈さんのことを嫌いっていう人に出会ったことがないです」と話した。

## 球歴
- 全日本女子ユース代表 2015年
  - 世界ユース選手権 - 2015年（9位）
- 日本代表 - 2020-2024年
  - オリンピック - 2020東京、2024パリ
  - 世界選手権 - 2022年
  - ネーションズリーグ - 2021年、2022年、2023年、2024年

## 所属チーム
- 金蘭会中学校（2012-2015年）
- 金蘭会高等学校（2015-2018年）
- JTマーヴェラス/大阪マーヴェラス（2018年-）

## 受賞歴
- 2014年 - 全国都道府県対抗中学バレーボール大会 優秀選手
- 2016年 - インターハイ 優秀選手
- 2018年 - 春高バレー 最優秀選手
- 2021年 - 2020-21 V.LEAGUE DIVISION1 WOMEN レシーブ賞
- 2024年 - 2023-24 V.LEAGUE DIVISION1 WOMEN ベスト6
- 2025年 - 2024-25 SV.LEAGUE WOMEN レギュラーシーズンMVP

## 個人成績
V.LEAGUEの個人成績は下記の通り（ファイナルステージ含む）。
| 大会            | チーム          | 出場     | 出場        | アタック | アタック | アタック | アタック | バックアタック | バックアタック | バックアタック | バックアタック | アタック 決定本数 | ブロック | ブロック       | サーブ | サーブ         | サーブ   | サーブ | サーブ | サーブ   | サーブレシーブ | サーブレシーブ | サーブレシーブ | サーブレシーブ | 総得点      | 総得点      | 総得点   | 総得点      |
| --------------- | --------------- | -------- | ----------- | -------- | -------- | -------- | -------- | -------------- | -------------- | -------------- | -------------- | ----------------- | -------- | -------------- | ------ | -------------- | -------- | ------ | ------ | -------- | -------------- | -------------- | -------------- | -------------- | ----------- | ----------- | -------- | ----------- |
| 大会            | チーム          | 試 合 数 | セ ッ ト 数 | 打 数    | 得 点    | 失 点    | 決 定 率 | 打 数          | 得 点          | 失 点          | 決 定 率       | セ ッ ト 平 均    | 得 点    | セ ッ ト 平 均 | 打 数  | ノ 丨 タ ッ チ | エ 丨 ス | 失 点  | 効 果  | 効 果 率 | 受 数          | 成 功 ・ 優    | 成 功 ・ 良    | 成 功 率       | ア タ ッ ク | ブ ロ ッ ク | サ 丨 ブ | 得 点 合 計 |
| V1 2017-18      | JT              | 2        | 5           | 24       | 5        | 2        | 20.8     | 5              | 1              | 0              | 20             | 1                 | 1        | 0.2            | 8      | 0              | 0        | 0      | 4      | 12.5     | 19             | 6              | 6              | 47.4           | 5           | 1           | 0        | 6           |
| V1 2018-19      | JT              | 30       | 103         | 630      | 243      | 47       | 38.6     | 36             | 11             | 5              | 30.6           | 2.36              | 18       | 0.17           | 250    | 2              | 5        | 16     | 70     | 8.2      | 668            | 319            | 173            | 60.7           | 243         | 18          | 7        | 268         |
| V1 2019-20      | JT              | 26       | 87          | 857      | 307      | 50       | 35.8     | 105            | 35             | 9              | 33.3           | 3.53              | 25       | 0.29           | 319    | 4              | 7        | 19     | 89     | 8.9      | 507            | 245            | 129            | 61             | 307         | 25          | 11       | 343         |
| V1 2020-21      | JT              | 22       | 82          | 737      | 276      | 37       | 37.4     | 83             | 31             | 8              | 37.3           | 3.37              | 44       | 0.54           | 306    | 0              | 6        | 15     | 79     | 7.2      | 581            | 289            | 145            | 62.2           | 276         | 44          | 6        | 326         |
| V1 2021-22      | JT              | 27       | 87          | 687      | 270      | 40       | 39.3     | 61             | 30             | 10             | 49.2           | 3.1               | 19       | 0.22           | 323    | 2              | 5        | 12     | 81     | 7.5      | 575            | 323            | 118            | 66.4           | 270         | 19          | 7        | 296         |
| 通算：5シーズン | 通算：5シーズン | 107      | 364         | 2935     | 1101     | 176      | 37.5     | 290            | 108            | 32             | 37.2           | 3.02              | 107      | 0.29           | 1206   | 8              | 23       | 62     | 323    | 8.0      | 2350           | 1182           | 571            | 62.4           | 1101        | 107         | 31       | 1239        |